# Змієшийка чорночерева
Змієшийка чорночерева (Anhinga melanogaster) — вид сулоподібних птахів родини змієшийкових (Anhingidae).

## Поширення
Птах поширений по всій Південній та Південно-Східній Азії і на півночі Нової Гвінеї.

## Опис
Птах завдовжки 85-97 см і вагою 1-1,8 кг. Спина чорна, черево темно-коричневе, шия помаранчево-коричневого забарвлення. За оком по шиї проходить біла смужка. Крила чорні з білими смугами. Дзьоб жовтий, дуже довгий і гострий.

## Спосіб життя
Мешкає у різних водних середовищах: річках, озерах і болотах. Зосереджується у великих колоніях. Поживу шукає у воді. Живиться, переважно, рибою. Крім того поїдає земноводних, змій, ракоподібних, великих комах тощо.

## Розмноження
Моногамний вид. Гнізда будують на деревах, що стоять над водою. Інколи розмножуються невеликими колоніями до 10 гнізд. У гнізді 3-6 яєць. Насиджують та піклуються про пташенят обидва батьки. Інкубація триває 28 днів. Батьки вигодовують пташенят впродовж 50-60 днів.